# Crise migratoire à Ceuta en 2021
La crise migratoire à Ceuta en 2021 fait suite à la traversée illégale de la frontière par des milliers de migrants marocains et subsahariens dans la nuit du 16 au 17 mai 2021. L'ouverture temporaire de la frontière a été organisée délibérément par le Maroc pour faire pression sur l'Espagne,. 
Cet évènement se déroule sur fond de crise diplomatiques entre les deux pays, liée à la revendication par le Maroc du Sahara occidental , à l'accueil médical en Espagne du chef indépendantiste sahraoui Brahim Ghali, et à la crise économique au nord du Maroc, fortement aggravée par la pandémie de Covid-19. L'évènement fait au moins deux morts par noyade. Le calme revient le 20 mai.

## Contexte
L'enclave espagnole de Ceuta au Maroc n'est pas reconnue par le Maroc, mais l’absence de douane dans ces zones franches est mise à profit pour le commerce.
Depuis 1992, des accords signés par Rabat et Madrid permettent d’expulser automatiquement les Marocains entrés illégalement et les migrants subsahariens majeurs. En 1993, l'Espagne construit avec le soutien de l'UE un mur à la frontière entre Ceuta et le Maroc. Cette barrière donne au Maroc un outil de pression diplomatique, en lui permettant d'exercer un chantage migratoire,, dénoncé par les ONG.
Certains marocains peuvent franchir la frontière pour une courte durée dans une démarche de migration circulaire, mais dans les conditions de travail sont difficiles et provoquent en 2017 la mort de deux femmes, piétinées dans des bousculades à la frontière entre Fnideq et Ceuta. En 2019, le Maroc ferme le poste-frontière dévolu aux porteurs de marchandises entre le Maroc et Ceuta, officiellement pour réguler la contrebande, mais aussi pour faire pression sur l’Espagne sur la question du Sahara occidental,. Depuis les accords de Madrid signés en 1975, ce territoire est partagé entre le Maroc et la Mauritanie, mais le Front Polisario réclame l'indépendance. En décembre 2020, Donald Trump reconnait la souveraineté marocaine, et le Maroc exige que l’Espagne fasse de même, alors que l’ONU, qui a classé le Sahara occidental territoire non autonome, voudrait que la question soit réglée par un référendum d’autodétermination.
La décision en 2019 de mettre fin à la contrebande qui faisait vivre toute la région laisse des milliers de personnes sans ressource,. Au printemps 2020, la fermeture due à la pandémie de Covid-19 porte un coup à l’économie de Fnideq et de ses environs,. Les traversées clandestines vers l’Espagne continuent, au rythme de plusieurs centaines d'arrivées par mois selon le ministère espagnol de l’intérieur, elles sont réprimées par l'Espagne. En février 2014 déjà, au moins 15 migrants marocains étaient morts noyés  alors que des centaines essayaient de nager jusqu’à Ceuta. La police tire vers eux des balles en caoutchouc.

## Chronologie
Dans la nuit du 16 au 17 mai 2021, à la faveur d’un relâchement des contrôles frontaliers intentionnel de la part du Maroc, entre 8 000 et 9 000 Marocains et quelques migrants subsahariens, dont au moins 2000 mineurs non accompagnés, traversent à la nage ou à pied la frontière entre le Maroc et l'enclave espagnole de Ceuta. Le 18 mai, la moitié d'entre eux avaient été expulsés,, des centaines d’autres échappent à la police.
Les corps d'au moins deux personnes mortes par noyade sont repêchés. La photo d'un bébé sauvé de la noyade par un membre de la garde civile espagnole devient virale,, et rappelle le sort d’Aylan Kurdi, l'enfant syrien retrouvé mort noyé sur une plage de Turquie en septembre 2015.
Selon les accords signés entre le Maroc et l'Espagne et le droit espagnol, les migrants adultes entrés illégalement à Ceuta et Melilla peuvent en effet être expulsés sans procédure ni délai. Au contraire, les mineurs doivent être pris en charge par l’Espagne. Plus d'un millier d'entre eux, dont beaucoup d’enfants âgés de 7 à 14 ans emportés par le mouvement de foule vers la frontière, sont accueillis dans des structures d’accueil aménagées en urgence,,.

## Crise diplomatique
Cette crise migratoire, sans précédent pour l'Espagne, aurait été orchestrée intentionnellement par le Maroc, alors que les relations entre les deux pays se sont envenimées depuis l'accueil en Espagne, fin avril 2021, du chef des indépendantistes sahraouis du Front Polisario, Brahim Ghali, pour y être soigné de la Covid-19,. Ennemi du Maroc, il est notamment accusé par Fadel Breika, un opposant politique sahraoui, de « détention illégale », « tortures » et « lèse-humanité ».
L'UE exprime immédiatement sa solidarité avec l’Espagne et lui promet son soutien, et rappelle au Maroc que les frontières espagnoles sont aussi des frontières européennes.
L'évènement aggrave la crise entre le Maroc et l'Espagne, avant qu'elle ne s'apaise en avril 2022,, alors que le Maroc et l'Algérie qui continuent de s'opposer au sujet du Sahara occidental rompent leurs relations diplomatiques,.

## Drame de Melilla en juin 2022
Les accès aux enclaves espagnoles de Ceuta et Melilla rouvrent le 17 mai 2022. Mais le 24 juin 2022, une trentaine de migrants meurent lors d’une nouvelle tentative d’entrée de près de 2 000 clandestins à Melilla,. 133 migrants réussissent à entrer à Melilla et sont placés en centre de rétention. L’ONU dénonce « un usage excessif de la force » contre des migrants.